# 'A' You're Adorable (nummer)
 'A' – You're Adorable is a populair nummer met muziek van Sid Lippman, teksten van Buddy Kaye en Fred Wise en gepubliceerd in 1948. De versie van Perry Como en The Fontane Sisters (1 maart 1949) scoorde de grootste hit. Deze opname werd als volgt uitgebracht:
- Verenigde Staten: RCA Victor
- Verenigd Koninkrijk: HMV (9 april 1949)
- Japan: Victor Entertainment (juni 1949)

Een andere opname, van Jo Stafford en Gordon MacRae, was ook populair. De opname werd uitgebracht door Capitol Records. Het nummer stond 13 weken in de Amerikaanse hitlijsten en behaalde de vierde positie.

## Opgenomen versies
- Perry Como (met The Fontane Sisters)
- Buddy Kaye Quintet
- Tony Pastor
- Jo Stafford & Gordon MacRae
- Dean Martin
- Mike Douglas
- Kidsongs
- Lea Salonga